# Eupithecia maestosa
Eupithecia maestosa är en fjärilsart som beskrevs av George Duryea Hulst 1896. Eupithecia maestosa ingår i släktet Eupithecia och familjen mätare. Inga underarter finns listade i Catalogue of Life.